# Dlouhá (vojenský újezd Hradiště)
Dlouhá (německy Langgrün) je zaniklá vesnice ve vojenském újezdu Hradiště v okrese Karlovy Vary. Stála v Doupovských horách asi čtyři kilometry severovýchodně od Bochova v nadmořské výšce okolo 730 metrů.

## Název
Název Grün pochází z oblasti jihozápadního Saska, Chebska a Smrčin, odkud se šířil do dalších míst. Jeho význam odpovídá slovům paseka nebo nové pole. V historických pramenech se jméno vesnice objevuje ve tvarech: Langgrün (1378), in Grein (1381), de Longo Gryna (1407), in Langrinie (1411), v Gryně (1431), langegrin (1546), Langryn (1567), Langengryn (1570) a Langgrün (1654). Do roku 1948 se používal název Dlouhý Grün.

## Historie
První písemná zmínka o Dlouhé je z roku 1378, kdy vesnice byla lenním statkem Pešana z Langgrünu. O devět let později král Václav IV. povolil Borešovi z Rýzmburka vybírat clo na obchodní cestě, která vedla přes Dlouhou a Březinu do Chebu. V roce 1407 používal přídomek podle Dlouhé Johann de Longa Gryna, a když v roce 1411 Sigismus z Třebívlic prodával celý svůj majetek bratrům Erhardovi a Vilémovi ze Zakšova, patřil do jeho soupisu poplužní dvůr v Dlouhé. Po polovině patnáctého století vesnice připadla králi Ladislavu Pohrobkovi, po němž následovalo několik dalších majitelů. V roce 1487 se jimi stali páni z Plavna, majitelé panství hradu Andělská Hora. Většina vesnice od té doby patřila k hradnímu panství. Když je roku 1570 získal Kašpar Colonna z Felsu, byly dva statky v Dlouhé součástí bražeckého statku a k Andělské Hoře je připojila roku 1581 až Kašparova vdova Anna Karolína. Andělskohorské panství roku 1622 koupil Heřman Černín z Chudenic a převedl jeho správu do Stružné.
V průběhu třicetileté války docházelo k neshodám mezi vrchností a poddanými z Dlouhé. Spory vyvrcholily v roce 1639, kdy správce panství Heyer vrchnosti oznamoval, že hodlá sedláky z Dlouhé k robotě donutit s pomocí vojska. Morová epidemie následujícího roku spory nejspíš ukončila. Po válce ve vsi podle berní ruly z roku 1654 žilo osmmnáct sedláků, tři chalupníci a třináct domkářů. Sedlákům a chalupníkům dohromady patřilo 65 potahů a chovali celkem 57 krav, sedmdesát jalovic, tři ovce, devět prasat a třináct koz. U vesnice bývala vinice, přímo ve vsi hospoda a řemeslo provozovali dva sklenáři a krejčí. Na polích se pěstovalo především žito, ale hlavním zdrojem obživy býval chov dobytka a povoznictví.
Škola v Dlouhé byla otevřena až v roce 1876. Předtím děti navštěvovaly školu v Kostelní Hůrce u Bražce. O rok dříve byl založen sbor dobrovolných hasičů. Až do roku 1890 se u vsi pěstoval a podomácku zpracovával len. Zemědělství zůstalo hlavním zdrojem příjmů i ve dvacátém století, ale někteří lidé si přivydělávali pletením košů nebo pracovali v porcelánce ve Stružné a v karlovarských lázních. V období první republiky ve vsi byly dva obchody, čtyři hostince, pět obchodníků s máslem a vejci a řada dalších řemeslníků. Elektřina byla do Dlouhé zavedena až v roce 1930 z kadaňské elektrárny.
Během druhé světové války ve vsi dne 16. listopadu 1944 vypukl požár, ve kterém uhořeli tři lidé. K dalšímu neštěstí došlo na samém konci války, kdy 10. května 1945 při dětské hře s nalezenou municí vybuchla pancéřová pěst a zabila pět dětí. Ani obsazení vesnice rudou armádou se neobešlo bez obětí a zemřeli při něm dva lidé. Většina původních obyvatel se po válce musela vystěhovat, ale čtrnáct německých rodin bylo převedeno k práci ve vnitrozemí Čech. Přestože se do Dlouhé přistěhovali noví obyvatelé, žilo v ní roku 1947 jen 167 lidí.
Dlouhá zanikla vysídlením v roce 1953 v důsledku zřízení vojenského újezdu. Ze zástavby, která se původně táhla v délce téměř tří kilometrů údolím Lomnice, zůstaly jen nevýrazné zříceniny domů.

## Přírodní poměry
Dlouhá stávala v katastrálním území Bražec u Hradiště v okrese Karlovy Vary, asi čtyři kilometry severně od Bochova. Nacházela se v nadmořské výšce okolo 730 metrů v údolí potoka Lomnice. Oblast leží na jižním okraji Doupovských hor, konkrétně v jejich okrsku Hradišťská hornatina. Půdní pokryv v okolí tvoří převážně kambizem eutotrofní.
V rámci Quittovy klasifikace podnebí Dlouhá stála v chladné oblasti CH7, pro kterou jsou typické průměrné teploty −3 až −4 °C v lednu a 15–16 °C v červenci. Roční úhrn srážek dosahuje 850–1000 milimetrů, sníh zde leží 100–120 dní v roce. Mrazových dnů bývá 140–160, zatímco letních dnů jen 10–30.

## Obyvatelstvo
Při sčítání lidu v roce 1921 zde žilo 757 obyvatel (z toho 339 mužů), z nichž byl jeden Čechoslovák, 752 Němců a čtyři cizinci. Kromě šesti židů se všichni hlásili k římskokatolické církvi. Podle sčítání lidu z roku 1930 měla vesnice 769 obyvatel: dva Čechoslováky a 767 Němců. Výrazně převažovala římskokatolická většina, ale žili zde také čtyři evangelíci, jeden člen církve československé a čtyři židé.
|           | 1869 | 1880 | 1890 | 1900 | 1910 | 1921 | 1930 | 1950 |
| --------- | ---- | ---- | ---- | ---- | ---- | ---- | ---- | ---- |
| Obyvatelé | 745  | 795  | 751  | 788  | 763  | 757  | 769  | 168  |
| Domy      | 111  | 133  | 139  | 137  | 136  | 135  | 133  | 98   |

## Obecní správa
Při sčítání lidu v letech 1869–1930 byla Dlouhá obcí v okrese Žlutice.

## Pamětihodnosti
Jedinou větší církevní stavbou v Dlouhé byla jednolodní kaple svatého Jana Nepomuckého z rok 1769. Jiná kaple, zasvěcená Panně Marii, stávala v lese nad silnicí do Bražce. V blízkém okolí bylo rozmístěno deset železných kovaných křížů. Na pahorku nad střední částí vesnice stojí pomník padlým v první světové válce obnovený v letech 2018–2019.